# Фенотерол
Фенотерол (Fenoterolum)*. 1-(3,5-Диоксифенил)-2-(пара-окси-a-метил-фенетиламино)-этанол.
Выпускается в виде гидробромида.
Синонимы: Беротек, Партусистен, Airum, Berotec, Dosberotec, Partusisten, Segamol и др.

## Общая информация
По структуре и действию близок к орципреналину, но является более избирательным адреноагонистом b2-адренорецепторов и оказывает в связи с этим более избирательное, сильное, относительно длительное действие при бронхоспастических состояниях с меньшими побочными явлениями (тахикардия и другие нарушения деятельности сердечно-сосудистой системы). Имеются указания на то, что препарат оказывает бронхолитическое действие и одновременно усиливает функцию мерцательного эпителия и ускоряет мукоцилиарный транспорт.
Под названием «Беротек» (Германия) препарат применяют для лечения и профилактики бронхиальной астмы, астматического и хронического бронхитов и других бронхолёгочных заболеваний, сопровождающихся бронхиолоспазмом.
Применение препарата можно сочетать с применением муколитических средств (см. Бромгексин, Лазолван), производных ксантина (см. Теофиллин), Кромолина-натрия, кортикостероидов. Бронхорасширяющее действие при этом усиливается.
Специальная лекарственная форма фенотерола (Беротека) в сочетании с холинолитиком ипратропия бромидом (атровентом) выпускается в Германии под названием «Беродуал», а препарат, содержащий фенотерол в сочетании с кромолин-натрием, выпускается под названием «Дитэк» (см. Кромоглициевая кислота).
Возможные побочные явления при применении фенотерола: тремор пальцев, беспокойство, сердцебиение; иногда чувство усталости, головокружение, головная боль, потливость. В этих случаях дозу уменьшают.
Форма выпуска: в аэрозольных баллонах по 10 мл с дозирующим клапаном, содержащих по 200 разовых доз (1 доза содержит 0,2 мг фенотерола гидробромида).
В связи с расслабляющим влиянием на мускулатуру матки, обусловленным стимуляцией b2-адренорецепторов, фенотерол нашёл специальное применение в качестве токолитического средства и выпускается для применения в акушерской практике под названием «Партусистен».

## Противопоказания
Имеет сходные с сальбутамолом (также являющимся b2-агонистом) побочные эффекты и противопоказания. Из-за хронотропного эффекта антагонистов B2-адренорецепторов использование сальбутамола и фенотерола у пациентов с аритмиями; кардиологическими нарушениями является крайне нежелательным.

## Побочные эффекты
Многочисленные научные исследования связывают прием фенотерола с увеличением частоты сердечных сокращений (что имеет смысл, учитывая группу препарата), увеличению давления, удлинением QT на ЭКГ. Препараты сальбутамола, фенотерола и изопреналина обладают характерным инотропным эффектом. Прием фенотерола и сальбутамола связывают с гипокалиемией.

## Форма выпуска
Форма выпуска: в аэрозольных баллонах с дозирующим клапаном, распыляющим при каждом нажатии по 0,2 мг препарата. Производят по одному вдоху 2—3 раза в день. Если после первой ингаляции эффект не наступил, через 5 мин ингаляцию повторяют. Следующие ингаляции производят с промежутками 5 ч.

## Хранение
Хранение: при температуре не выше +25 °C вдали от огня и источников тепла.